# Jordan Charney
Pour les articles homonymes, voir Charney.
Jordan Charney est un acteur américain né le 1er avril 1937 à New York.

## Filmographie

### Cinéma
- 1971 : Plaza Suite : l'assistant de Jesse
- 1971 : L'Hôpital : Alfred Hitchcock
- 1976 : Network : Main basse sur la télévision : Harry Hunter
- 1980 : Those Lips, Those Eyes : le professeur
- 1980 : Witches' Brew (en) de Richard Shorr et Herbert L. Strock : Charlie Reynolds
- 1981 : Separate Ways : Harry Bartoff
- 1982 : Frances : Harold Clurman
- 1984 : SOS Fantômes : le doyen Yeager
- 1985 : Creator : Dr Whitaker
- 1986 : My Little Girl : Dr Gruner
- 2001 : Queenie in Love : le père
- 2002 : Maybe Means No : le patron
- 2006 : Raccoon
- 2007 : Mo : Dr Leahman
- 2007 : Anamorph : le directeur

### Télévision
- 1965 : The Magnificent Yankee : Halloran
- 1965 : Love of Life : Dr Tony Vento (18 épisodes)
- 1967-1974 : Another World : Sam Lucas (9 épisodes)
- 1970-1972 : Somerset : Sam Lucas (2 épisodes)
- 1974 : Haine et Passion : Dr Harold Eberhart (3 épisodes)
- 1976-1977 : On ne vit qu'une fois : Vince Wolek (4 épisodes)
- 1978 : Dallas : Lieutenant Sutton et Détective Rollins (3 épisodes)
- 1979-1983 : Vivre à trois (Three's Company) : Frank Angelino et M. Layton (12 épisodes)
- 1980 : La Famille des collines : Capitaine Roger Westerby (1 épisode)
- 1981 : Lou Grant : Karl Buckner (1 épisode)
- 1981 : Private Benjamin (en) : Capitaine Hookstratten (1 épisode)
- 1981-1986 : Capitaine Furillo : Ed Chapel et Marty Dignan (4 épisodes)
- 1982 : Pour l'amour du risque : M. Flowers (1 épisode)
- 1982 : Hôpital central : Dr Seymour Katz (4 épisodes)
- 1984 : Ernie Kovacs: Between the Laughter : Harry Ascot
- 1984 : Falcon Crest : Norton Crane (6 épisodes)
- 1984 : E/R : Donald (1 épisode)
- 1985 : Robert Kennedy and His Times : Arthur Schlesinger (3 épisodes)
- 1985 : Hooker : Capitaine Pankowitz (1 épisode)
- 1985 : Santa Barbara : Dr Renfro (23 épisodes)
- 1985 : Rick Hunter : Stu (1 épisode)
- 1985 : Superminds : Dr Moyer (1 épisode)
- 1986 : Our House : Juge Albert (1 épisode)
- 1987 : Les Routes du paradis : Joe Eastwood (1 épisode)
- 1987-1988 : Dynastie : Bill Cochran (5 épisodes)
- 1987-1993 : La Loi de Los Angeles : Juge Joseph Gennis et Dr Samuel Adelson (2 épisodes)
- 1988 : Côte Ouest : l'avocat d'Abby (1 épisode)
- 1988 : David : le juge
- 1989 : Matlock : Warden Paul Branden (2 épisodes)
- 1990 : La Force du destin : Kurt Bodine (2 épisodes)
- 1990 : Nick Mancuso : Jiri (2 épisodes)
- 1991 : Les Ailes du destin (1 épisode)
- 1992 : New York, police judiciaire : Dr Mandell (saison 2, épisode 12)
- 1994 : Waikiki Ouest : Dr Howard Braniff (2 épisodes)
- 1995 : Chicago Hope : La Vie à tout prix : M. Harrod (1 épisode)
- 1996 : Erreur judiciaire : le juge
- 1996 : Alerte à Malibu : Charlie (1 épisode)
- 1997 : Les Anges du bonheur : l'officier (1 épisode)
- 2000 : New York, police judiciaire : juge Donald Karan (saison 10, épisode 13)
- 2001 : New York, police judiciaire : juge Donald Karan (saison 12, épisode 3)
- 2001 : Tribunal central : juge Kelleher (5 épisodes)
- 2002 : New York, section criminelle : Melvin Colter (saison 1, épisode 14)
- 2002 : New York, unité spéciale : Rory O'Halloran (saison 3, épisode 23)
- 2003 : New York, police judiciaire : juge Donald Karan (saison 13, épisode 13)
- 2003-2004 : New York, police judiciaire : juge Donald Karan (saison 14, épisodes 1 et 18)
- 2005 : New York, police judiciaire : juge Donald Karan (saison 15, épisode 14)
- 2005-2006 : New York, police judiciaire : juge Donald Karan (saison 16, épisodes 5 et 15)